# Adolph Bachmeier
Adolph Bachmeier (n. 13 octombrie 1938, Mihail Kogălniceanu, România – d. 21 iulie 2016, Illinois, SUA) a fost un fotbalist german dobrogean care a jucat în echipa națională de fotbal a Statelor Unite ale Americii.